# Refrakcja

Załamanie światła

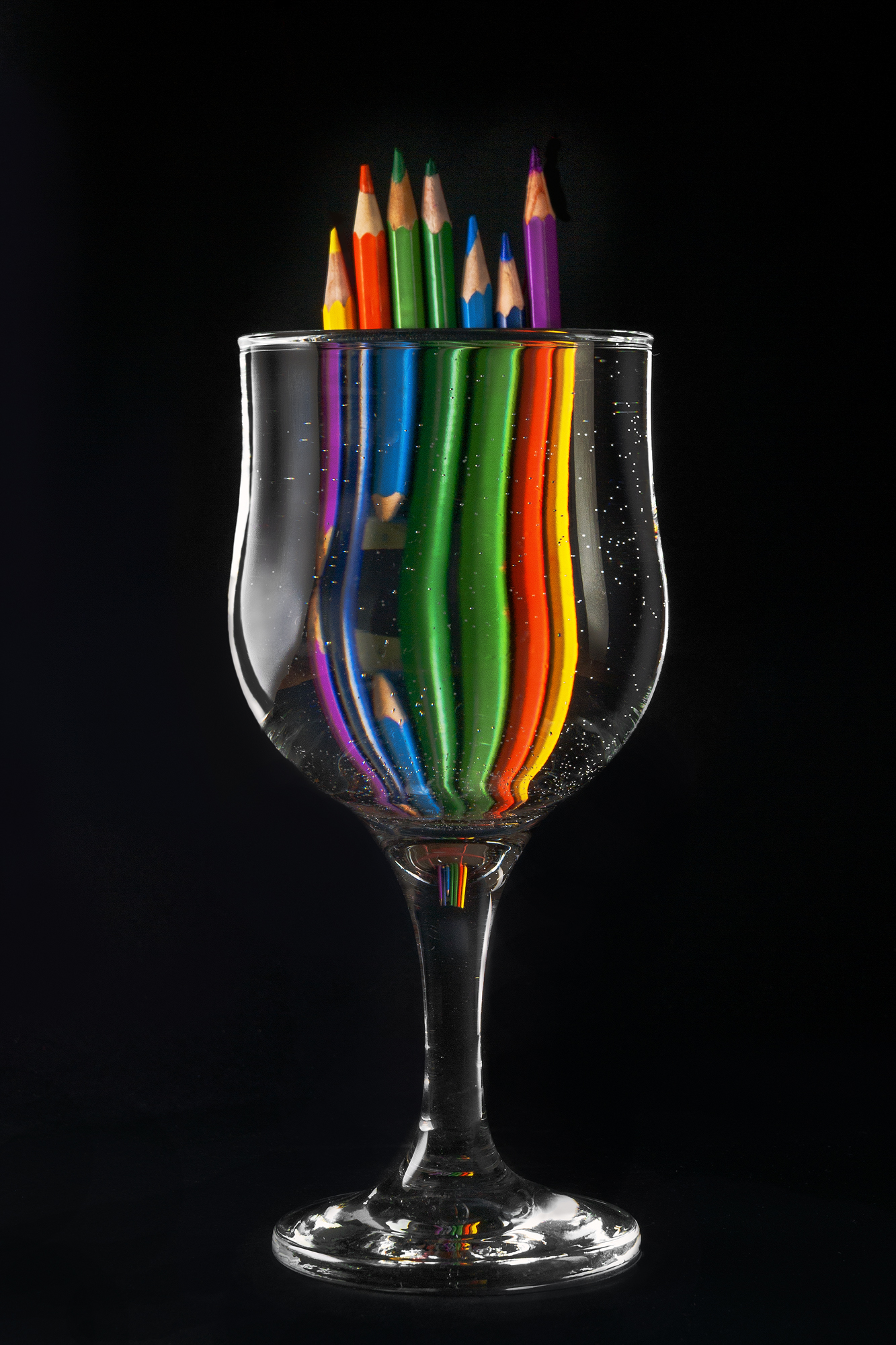
Refrakcja

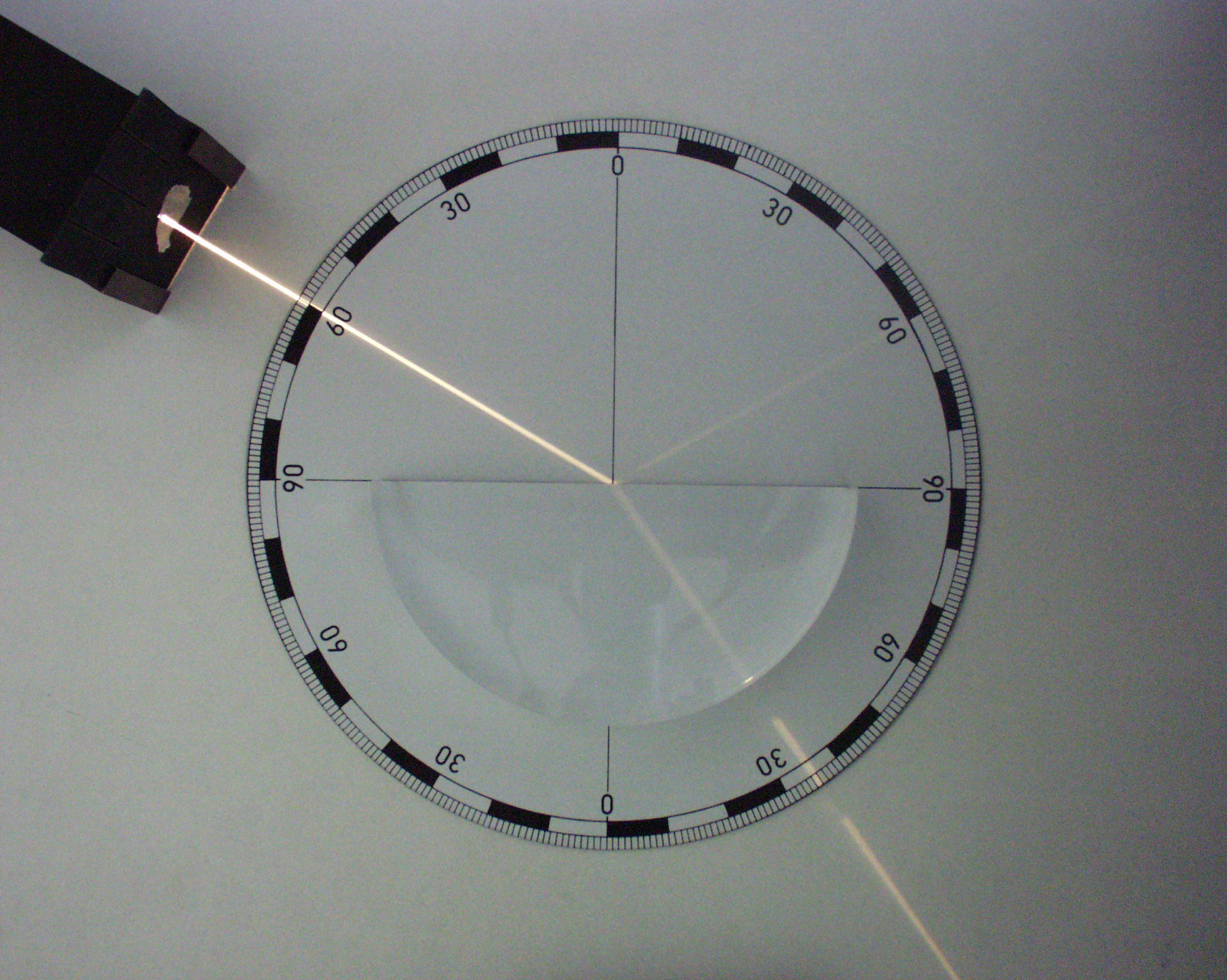
Załamanie (połączone z częściowym odbiciem) promienia światła na płaskiej powierzchni szklanego półwalca

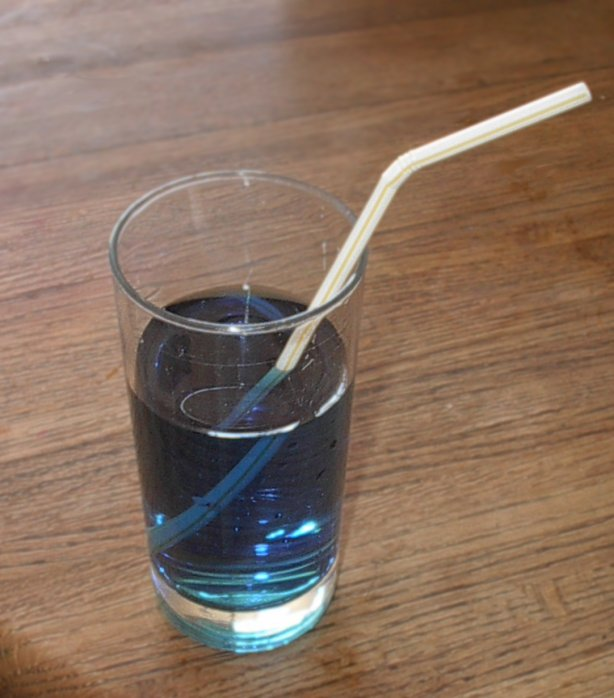
Efekty wynikające z załamania światła

Refrakcja – zmiana kierunku rozchodzenia się fali elektromagnetycznej lub akustycznej, załamanie fali związane ze zmianą jej prędkości (zob. prędkość światła, prędkość dźwięku), gdy przechodzi do innego ośrodka. Zmiana prędkości wiąże się ze zmianą długości fali, podczas gdy częstotliwość pozostaje stała. Według części źródeł, głównie z dziedziny chemii fizycznej, pojęciu „refrakcja” bywa nadawane znaczenie węższe, równoważne lub zbliżone do znaczenia wielkości {\displaystyle R} (refrakcja molowa), występującej we wzorze Lorentza-Lorenza. W okulistyce badaniami „refrakcji” nazywa się badania pomiaru mocy łamiącej układu optycznego, w stosunku do długości gałki ocznej oraz akomodacji oka (diagnozowanie wad refrakcji, np. krótkowzroczność i dalekowzroczność).

## Prawo załamania

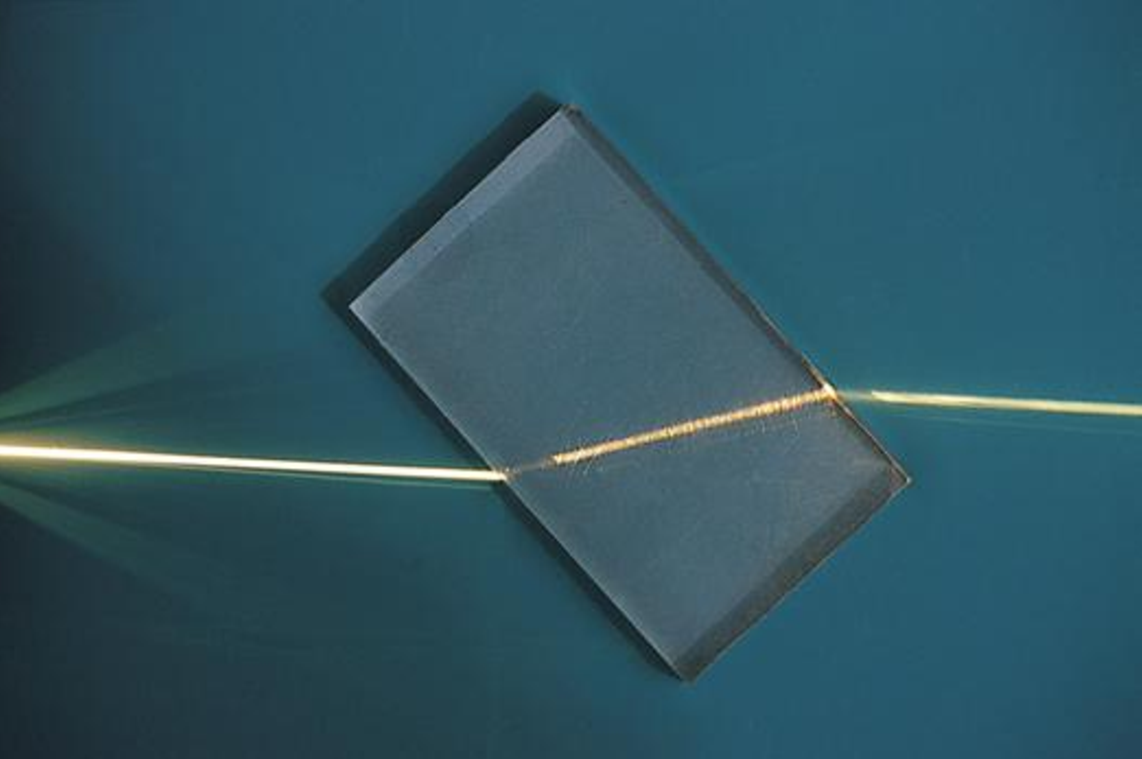
Promień światła załamany w plastikowym bloku

Zgodnie ze schematem promień {\displaystyle P} pochodzący z ośrodka A w punkcie {\displaystyle S} załamuje się na granicy ośrodków i podąża jako promień {\displaystyle Z} w ośrodku B. Kąt padania oraz kąt załamania określa się między odpowiednim promieniem a prostopadłą do granicy ośrodków w punkcie padania {\displaystyle S,} można oznaczyć kąt padania {\displaystyle \theta _{P}} oraz kąt załamania {\displaystyle \theta _{Z}.} Sinusy tych kątów wiąże następująca zależność:
{\displaystyle {\frac {\sin(\theta _{P})}{\sin(\theta _{Z})}}={\frac {v_{A}}{v_{B}}}={\frac {n_{2}}{n_{1}}},}
gdzie:
{\displaystyle v_{i}} – prędkość fali w ośrodku {\displaystyle i,}
{\displaystyle n_{1}} – współczynnik załamania światła ośrodka {\displaystyle A,}
{\displaystyle n_{2}} – współczynnik załamania światła ośrodka {\displaystyle B.}
Optyka w miejsce prędkości fal świetlnych posługuje się współczynnikami załamania.
Prawo załamania zostało doświadczalnie odkryte przez Willebrorda Snella i nazywane jest prawem Snella lub Snelliusa. Prawo to można wyprowadzić z zasady Fermata lub zasady Huygensa.

## Załamanie światła na granicy próżnia – ośrodek

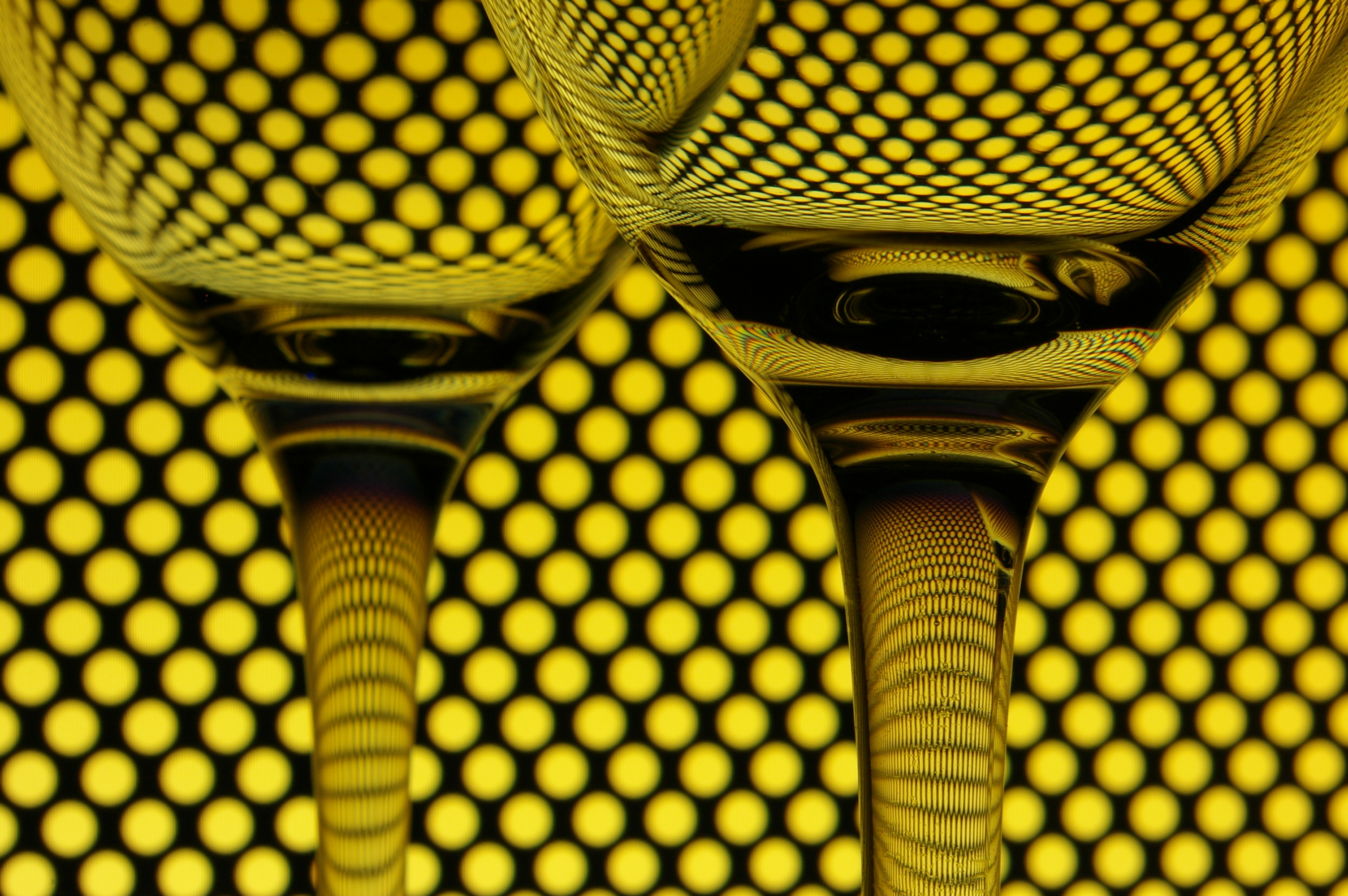
Bardziej złożony przykład refrakcji światła przez szkło

Przyjmując ośrodek A jako próżnię i oznaczając prędkość światła jako {\displaystyle c,} prędkość światła w ośrodku o współczynniku załamania {\displaystyle n_{op}} opisuje zależność:
{\displaystyle v_{o}={\frac {c}{n_{op}}},}
gdzie:
{\displaystyle v_{o}} – prędkość światła w ośrodku,
{\displaystyle c} – prędkość światła w próżni,
{\displaystyle n_{op}} – współczynnik załamania światła (współczynnik refrakcji) ośrodka względem próżni.

## Zmiana długości fali
Przejście fali elektromagnetycznej z próżni do ośrodka powoduje zmianę długości fali zgodnie z zależnością:
{\displaystyle \lambda _{o}={\frac {\lambda }{n_{op}}},}
gdzie:
{\displaystyle \lambda _{o}} – długość fali w ośrodku,
{\displaystyle \lambda } – długość fali w próżni.

## Przyrządy optyczne
Zjawisko załamania pozwala na zbudowanie soczewek ogniskujących fale świetlne. Ognisko może być rzeczywiste lub pozorne (wówczas powstaje wiązka rozbieżna). Soczewki są podstawowymi elementami wielu przyrządów optycznych, np. mikroskopów, teleskopów, projektorów.
Zależność prędkości rozchodzenia się fal od ich częstotliwości umożliwia wykonanie pryzmatów, w których światło o różnych długościach fali załamuje się pod różnymi kątami – następuje rozszczepienie światła z utworzeniem barwnych widm. Ich powstawaniem i interpretacją zajmuje się spektroskopia (zob. widmo optyczne, spektroskop, spektroskopia IR, spektroskopia UV-VIS). Jeżeli kąt padania wiązki światła jest zbyt duży, to załamanie nie zachodzi, a pojawia się całkowite odbicie wewnętrzne – zjawisko wykorzystywane np. w refraktometrach Abbego lub Pulfricha.
Jeżeli substancja ma zmienny współczynnik załamania, np. ze względu na zmiany chemicznego składu lub parametrów fizycznych, mogą powstawać zakłócenia kierunku rozchodzenia się fali i zniekształcenia odbieranych obrazów. Jednym z przykładów niejednorodnego ośrodka jest powietrze o zmieniającej się temperaturze. Nawet niewielkie fluktuacje gęstości powietrza w atmosferze mogą zakłócać obrazy teleskopów optycznych umieszczonych na powierzchni Ziemi.

## Historia

### Załamanie i dyspersja
Przybliżone prawo załamania podał już Klaudiusz Ptolemeusz w II w. n.e. Teorię załamania (dioptryka) rozwijali od XIII w. uczeni średniowieczni jak Robert Grosseteste, Roger Bacon, Witelon i Teodoryk z Freibergu. Wyjaśniali za jego pomocą tęczę oraz złudzenia optyczne. W XVII w. poznano poprawne prawo Snelliusa. Isaac Newton zbadał też związaną z załamaniem dyspersję, dowodząc, że promień białego światła jest przy załamaniu poszerzony, poszczególne barwy same nie ulegają dalszej dyspersji oraz że różnią się współczynnikiem załamania. Tym samym dzięki refrakcji i dyspersji udowodniono, że światło białe jest połączeniem światła monochromatycznego.
W XIX w. dzięki załamaniu światła i dyspersji w pryzmacie Joseph von Fraunhofer zaobserwował widmo absorpcyjne Słońca. (To samo zauważył William Hyde Wollaston, ignorując odkrycie). Pierwsze spektroskopy były oparte właśnie na refrakcji i dyspersji.

### Wyjaśnienie refrakcji
Co najmniej od XVII w. próbowano wyjaśnić załamanie za pomocą różnicy prędkości światła w różnych ośrodkach. Kartezjusz mimo uznawania widzenia za natychmiastowe wierzył, że załamanie w wodzie lub szkle to skutek większej prędkości eteru (subtelnej materii) w nich niż w powietrzu. (Kartezjusz nie uznawał próżni). Newton w ramach swojej korpuskularnej teorii światła także wierzył, że światło w załamujących ośrodkach jest szybsze niż w powietrzu albo w próżni. Christiaan Huygens odwrotnie – uznawał impulsową teorię światła (tak jak Robert Hooke), w której załamanie wynika z zasady Huygensa oraz z mniejszej prędkości światła w gęstych ośrodkach. Pierre de Fermat również uważał, że załamane światło spowalnia i wyjaśnił prawo załamania swoją zasadą.
W XVIII i na początku XIX w. korpuskularna teoria światła, razem z wiarą w przyspieszanie światła przy załamaniu, były powszechne przez autorytet Newtona. Podzielał je jeszcze François Arago, wykonując swoje doświadczenie w 1810, jednak zmienił zdanie pod wpływem Fresnela. Dopiero doświadczenia Armanda Fizeau i bezpośrednie pomiary prędkości światła w wodzie udowodniły, że światło przy załamaniu spowalnia.

### Dwójłomność
W 1669 Rasmus Bartholin odkrył dwójłomność, czyli załamanie podwójne. Mimo prób Christiaana Huygensa nie udało się wyjaśnić tego zjawiska aż do XIX w. dzięki pracom Malusa, Brewstera i Fresnela.